# 弗拉西夫卡
49°7′14″N 33°16′47″E / 49.12056°N 33.27972°E

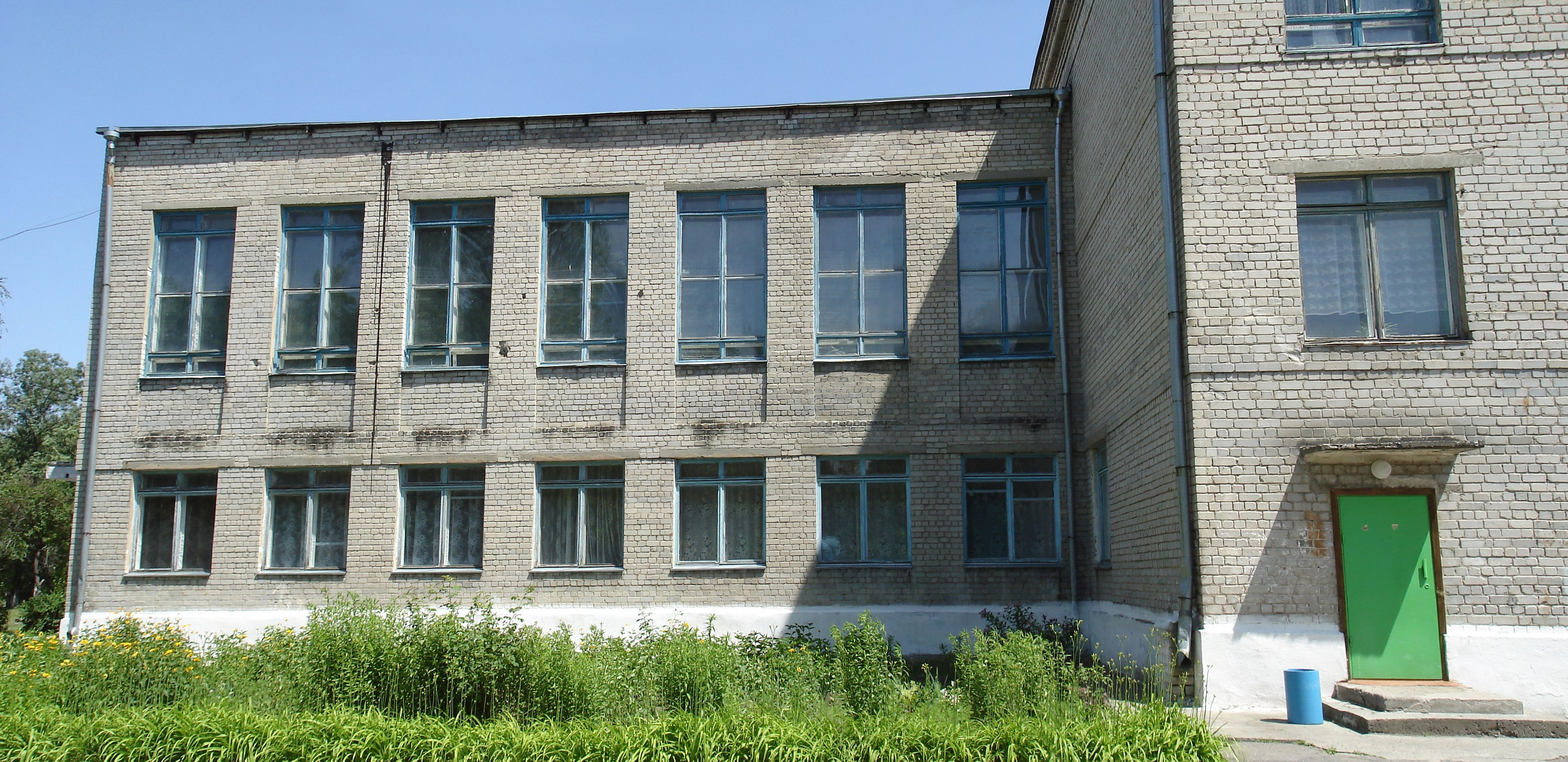
当地学校

弗拉西夫卡（烏克蘭語：Власівка），是烏克蘭中部基洛夫格勒州亞歷山德里亞區斯维特洛沃茨克市镇内的市級鎮。距離基洛沃格勒130公里，始建於1645年，面積22.72平方公里，2014年人口7,705，人口密度每平方公里339.20人。